# Onze-Lieve-Vrouw van Bijstandkerk (Baarle)

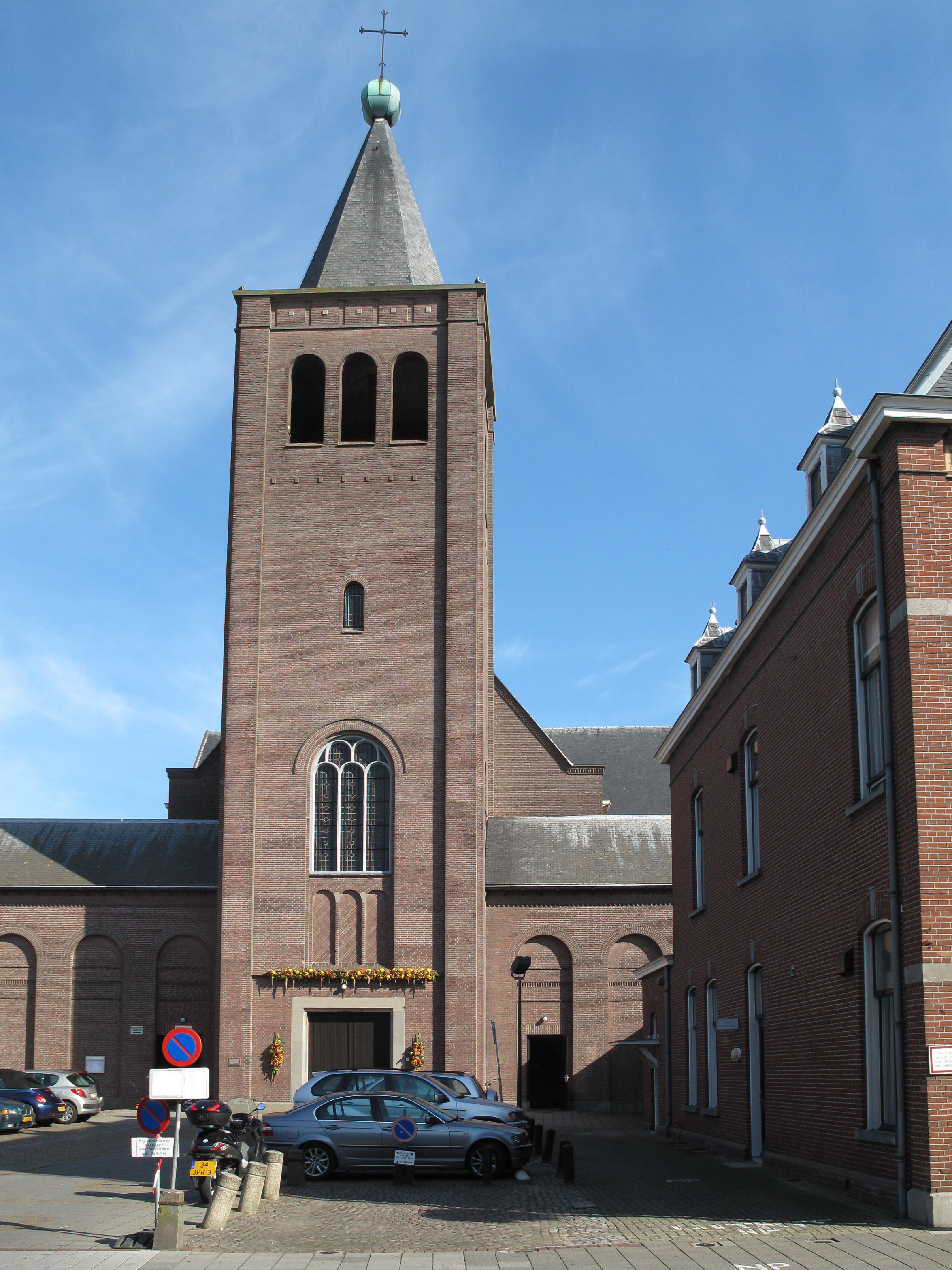
Onze-Lieve-Vrouw van Bijstandkerk

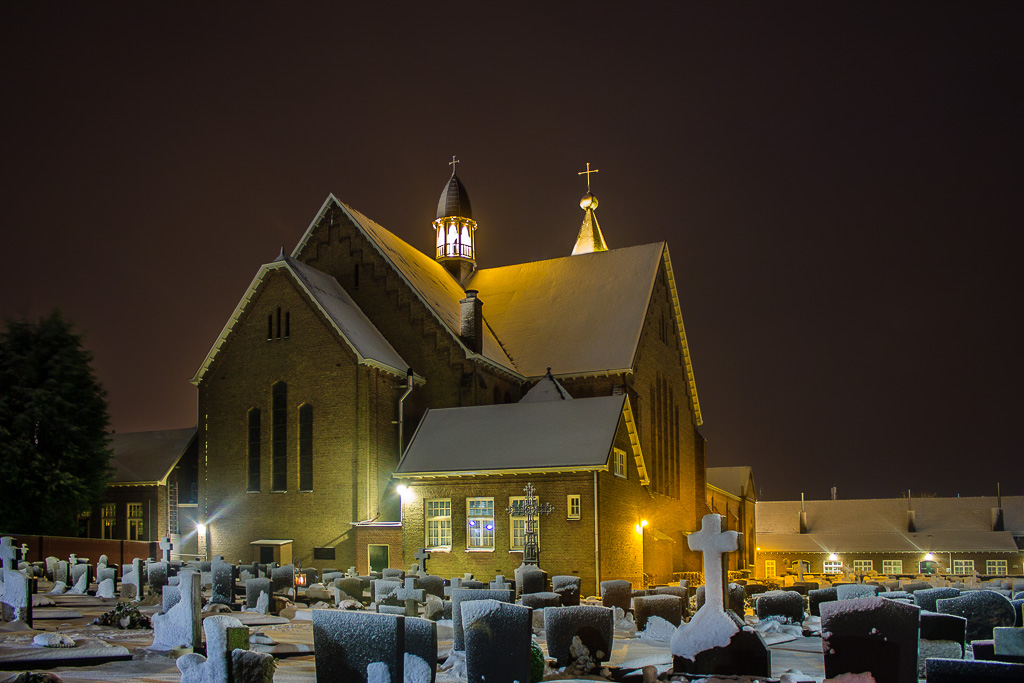
Tijdens de winter van 2014/2015

De Onze-Lieve-Vrouw van Bijstandkerk is een katholieke parochiekerk die zich bevindt aan de Nieuwstraat 2 te Baarle, gemeente Baarle-Nassau.

## Geschiedenis
Tot 1860 was de zich in de Belgische gemeente Baarle-Hertog bevindende Sint-Remigiuskerk de parochiekerk voor geheel Baarle, dus ook voor de inwoners van Baarle-Nassau. In 1860 ontstond er een ruzie over de salariëring van de pastoor, die beurtelings werd aangewezen door het Bisdom Breda en het Aartsbisdom Mechelen-Brussel, hoewel de kerk tot het Bisdom Antwerpen behoorde. De inwoners van Baarle-Nassau stichtten daarop een eigen parochie.
De bakstenen kerk werd van 1877-1879 gebouwd naar een ontwerp van P.J. Soffers. De kerk werd uitgevoerd als een driebeukige kruiskerk zonder toren en was in neogotische stijl. In 1932 werden koor en transept vervangen door nieuwbouw in expressionistische stijl naar ontwerp van Jacques van Groenendael en Jacques Hurks. 
In 1944 werd de kerk zwaar beschadigd. Zij werd in 1957-1958 hersteld naar plannen van W.J. Bunnik, waarbij het bestaande transept en koor behouden bleven en een nieuw driebeukig schip en een toren werden gebouwd, beide in traditionalistische stijl.